# Фонди
Фонди (на италиански: Fondi) е град и община в провинция Латина, регион Лацио, Централна Италия. През древността се казва Фунди.
Градът се намира на 117 км югоизточно от Рим, 104 км северозападно от Неапол и 57 км източно от Латина и има 39 779 жители (31 декември 2017 г.).
Разположен е в долина до планините Аурунчи и Аузони. Долината е отворена към Тиренско море и има три езера. Градът се намира на историческия път Виа Апиа от 312 пр.н.е.
През древността тук са живели аврунките и по-късно волските. През 338 пр.н.е. или 332 пр.н.е. градът става римски, civitas sine suffragio и римска префектура. Населението получава пълно римско гражданство през 188 пр.н.е. и се ръководи от три едила.
Във Фунди е роден Сотер (папа от 166 до 174 г.).